# Сфруц
Сфруц (італ. Sfruz) — муніципалітет в Італії, у регіоні Трентіно-Альто-Адідже,  провінція Тренто.
Сфруц розташований на відстані близько 510 км на північ від Рима, 30 км на північ від Тренто.
Населення — 337 осіб (2014).
Щорічний фестиваль відбувається 5 лютого. Покровитель — Sant'Agata.

## Демографія
Населення за роками:

Станом на 1 січня 2023 року в муніципалітеті офіційно проживало 26 іноземців з 4 країн, серед них 19 громадян країн Євросоюзу.

## Сусідні муніципалітети
- Амблар-Дон
- Коредо
- Змарано
- Термено-сулла-Страда-дель-Віно
- Трес